# Feeling B
Feeling B — німецький панк-роковий гурт, один із перших панк-рок гуртів Східної Німеччини і перший з-поміж них, що видав альбом. Точний час виникнення не пам'ятають навіть самі музиканти, тому офіційна історія гурту починається 1989 року. Початковою назвою гурту була Feeling Berlin (Відчуваючи Берлін).
Троє учасників Feeling B згодом приєдналися до Rammstein. Крім того майбутній вокаліст Rammstein Тілль Ліндеманн брав участь у записі пісні «Lied von der unruhevollen Jugend» (з альбому Hea Hoa Hoa Hea Hea Hoa)

## Учасники
- Альоша Ромпе (Aljoscha Rompe) — головний вокал (помер 2000 року)
- Крістіан Лоренц (Christian "Flake" Lorenz) — клавішні
- Пауль Ландерс (Paul Landers) — електрогітара
- Александер Крінінґ (Alexander Kriening) — ударні, перкусія
- Крістоф Ціммерманн (Christoph Zimmermann) — бас-гітара (помер 1999 року)
- Крістоф Шнайдер (Christoph "Doom" Schneider) — ударні (1990–1993)

## Дискографія
- Hea Hoa Hoa Hea Hea Hoa (1989)
- Wir kriegen euch alle (1991)
- Die Maske des Roten Todes (1993)
- Grün & Blau (2007)